# Шабля Іван Єлисейович
Іван Єлисейович Шабля (пом. у вересні 1921) — український ветеринар, член Центральної Ради (з 7 жовтня 1917), Катеринославський місцевий український діяч, активний діяч «Селянської Спілки». Жертва російського окупаційного терору.

## Життєпис
Згадує відомий словацький літературознавець Мікулаш Неврлий:

«В одній з нововідкритих гімназій на Катеринославщині, у багатому містечку Томаківка, директор Шабля розшукував викладача латини й німецької мови. Йому порадили звернутись до одного «австріяка» (в ті часи там усіх з Австро-Угорщини називали австріяками). Так батько розпочав працю в українському шкільництві». (Батька звали Ярослав Неврлий, його провідував в Україні його батько Фердинанд Неврлі, який на вокзалі випадково зустрівся з Петлюрою). 

— (Микола Неврлий. Епізод українсько-чеських зв’язків // Інформ. бюлетень Української бібліотеки ім. Петлюри в Парижі. — 1994. —Грудень. Ч. 57. Передрук: Юрій Семенко. Тички. — Т. 2. — Львів : Червона калина, 1996. — С. 115 — 116).
Був також Іван Єлисейович Шабля (не Капітонович!) — активний діяч «Селянської Спілки» (можливо, це одна й та ж особа). Виступав у пресі як Ів. Шабля-Пушкарівський (газета «Крестьянский союз», згодом «Селянська Спілка», 1917).
За даними, наданими Юрієм Пахоменковим, Іван Єлисейович Шабля також мешкав у 1917 у Томаківці.
У травні 1917 обирався секретарем філії Селянської Спілки на повітовому селянському з’їзді.
У червні 1917 обраний новим гласним губернського земства від Катеринославського повіту, потрапив до просвітньої комісії, яку очолив Юхим Павловський.
У червні того ж року — голова повітової ветеринарної наради. 12 серпня 1917 від Селянської Спілки обраний до Земських зборів.
13 серпня — секретар зборів, автор головних резолюцій (про визнання Центральної Ради, «Просвіти» тощо).
25 листопада 1917 разом з В. А. Строменком обраний до повітової управи.
7 жовтня 1917 обраний в Центральну Раду від Катеринославського повіту разом з М. Котенком. (ДАДО, Ф. 8.831, On. 1. Спр.5. Арк. 46).
Іван Єлисейович (не Капітонович) Шабля-Пушкарівський опинився в центрі уваги губернської преси у зв’язку зі скаргою на нього томаківського священика Стефана Андріященка (див.: «По губернии. Выписка из протокола заседания Томаковского волостного исполнительного комитета общественных организаций». // «Бюллетени губернского исполнительного комитета». — 1917. — 10 августа. —№ 128. — С. 3—4). Ш.-П. активно друкувався в «Бюллетенях».

### Смерть
Розстріляний ЧК у вересні 1921 у Катеринославі.

### Публікації в пресі
- «В деревню!» (1917. —	2 травня. — № 47);
- «Роль Екатерины Второй в истории русской печати» (1917. — З травня. — № 48);
- «По Екатеринославскому уезду (картинки с натуры)» (1917. — 6 травня. — №51;
- 1917. — 16 травня. — № 57).